# Cupes komissari
Cupes komissari is een keversoort uit de familie Cupedidae. De wetenschappelijke naam van de soort is voor het eerst geldig gepubliceerd in 2005 door Kirejtshuk.